# Spencer Davis
Spencer Davis, ursprungligen Spencer David Nelson Davies, född 17 juli 1939 i Swansea, Wales, Storbritannien, död 19 oktober 2020 i Los Angeles, var en brittisk sångare och gitarrist. Han var 1963 med och bildade den grupp som 1964 skulle bli känd som The Spencer Davis Group. Han kom även att vara med och samskriva några av gruppens hitlåtar. Gruppen hade störst framgång 1966 med låtar som "Keep on Running" och "Gimme Some Lovin'", men fortsatte även efter att sångaren Steve Winwood lämnat gruppen 1967.

## Biografi
Davis började spela munspel och dragspel vid sex års ålder, inspirerad av sin farbror Herman. 16 år gammal flyttade han till London och började arbeta vid Civil Service och Post Office Savings Bank i Hammersmith och för brittiska tullverket, HM Customs and Excise. Han återvände sedan hem för att studera A-levels i språk. 1960 flyttade han till Birmingham för att läsa tyska vid Birminghams universitet. 
Hans tidiga influenser var skiffle, jazz och blues och senare framför allt amerikansk rhythm and blues. Davis grundade ett band, The Saints, tillsammans med Bill Wyman (senare i Rolling Stones). Under studietiden i Birmingham uppträdde han på scener med bland annat kanadensiska folksånger. 1963 grundade han tillsammans med Muff och Steve Winwood det som blev The Spencer Davis Group 1964. Gruppen fick listettor i Storbritannien med "Keep on Running" och "Somebody Help Me". Gruppen upplöstes 1969 och Davis prövade på en solokarriär och bodde i Kalifornien men startade under början av 1970-talet en ny upplaga av Spencer Davis Group. Han har sedan dess till och från uppträtt med gruppen.